# 프란츠 발터
프란츠 발터(Franz Walter,1956.3.2~)는 독일의 정치학자이며 괴팅겐 대학교의 정치학과 교수이다.
그는 베를린 자유대학교과 빌레펠트 대학교에서 공부했으며 (1982년 석사) 1985년 괴팅겐 대학교에서 사회과학 박사학위를 취득했다.  1988년 괴팅엔으로 돌아올때까지 베를린 역사위원회(Historischen Kommission zu Berlin)에서 연구원으로 일했다. 괴팅엔에서 2000년 교수자격논문이 통과된 후 비정규 교수가 되었고 2002년에 정식교수로 취임했다.
발터는 정당연구 논문으로 유명하다.  그는 정치학적 지식을 누구나 이해 할 수 있는 일상적인 언어전달하기 위해 많은 노력을 한다. 그는 정당연구분야에서 그의 스승이자 동료인  페터 뢰쉐(Peter Lösche)와 함께 괴팅엔 학파를 형성하며 연구대상에 대한 질적 접근법을 사용하고 있다. 발터나 그의 제자들의 논문을 보면, 전기나 정치적 과정의 사회문화적, 역사적 정리 작업이 특징으로 나타난다.
당시 대학교의 총장이었던 쿠어트 폰 피구라(Kurt von Figura)가 발터의 강좌를 없앨려는 계획을 발표하면서 대학교 내의 정치학자들과 총장 사이에 갈등이 일어났었다.
발터는 결혼해서 3자녀를 두고 있으며 1972년부터 독일사회민주당(SPD)의 당원이다.

## 주요저서
- Die SPD. Klassenpartei - Volkspartei - Quotenpartei. Zur Entwicklung der Sozialdemokratie von Weimar bis zur deutschen Vereinigung, Darmstadt 1992. (Peter Lösche와 공저)
- Die FDP. Richtungsstreit und Zukunftszweifel, Darmstadt 1996 (Peter Lösche와 공저)
- Die SPD. Vom Proletariat zur neuen Mitte, Berlin 2002
- Schwarzbuch Rot-Grün. Von der sozial-ökologischen Erneuerung zur Agenda 2010, Hamburg 2005 (Joachim Bischof 등과 공저).